# 陳術
陳術（?—?），字申伯，漢中人，蜀漢官員。

## 生平
學識淵博，著有《釋問》七篇、《益都耆舊傳》和志，歷任三個郡的太守。
從東漢以來，蜀郡鄭厪、太尉趙謙及漢中陳術、祝龜、廣漢王商皆以博學聞名，共作巴蜀耆舊傳，陳壽認為內容不夠廣泛，所以再添加巴、漢兩地人事內容，撰寫了益部耆舊傳十篇。
小說《三國演義》中沒有出場。